# Greatest Hits (Aerosmith-album)
 For alternative betydninger, se Greatest Hits. (Se også artikler, som begynder med Greatest Hits)
Greatest Hits er et opsamlingsalbum fra Aerosmith udsendt i 1980. Albummet markerer afslutningen på et hektisk og succesfyldt årti, hvor Aerosmith op gennem 1970'erne havde været et af de bedst sælgende rockbands. Albummet er et af bandets bedst sælgende og afspejlede den popularitet, gruppen oplevede på den amerikanske musikscene op gennem 1970'erne. Albummets cover er karakteristik ved at være fuldstændig rødt.